# Biberacher Modell
Als Biberacher Modell wird in Baden-Württemberg eine Organisationsform des Unterrichts bezeichnet, bei dem seit 1997 in  Gymnasien in den fünften Klassen gleichzeitig mit zwei Fremdsprachen begonnen wird: mit Latein und Englisch. Die Zensuren im Fach Englisch sind allerdings erst ab der siebten Klasse für die Versetzung relevant.
Das Wieland-Gymnasium in Biberach an der Riß, Baden-Württemberg, war mit einem Schulversuch 1997 Vorreiter des Modells – inzwischen existieren über 28 Schulen in Baden-Württemberg, die dieses Modell „Latein plus Englisch im Doppelpack“ eingeführt haben.
Seit 2003 wird es vielfach durch das „Europäische Gymnasium“ ersetzt, in dem insgesamt vier Fremdsprachen zu lernen sind.
In anderen Bundesländern ist ein ähnliches Modell als „Latein plus“ bekannt.